# 2020年11月逝世人物列表
2020年逝世人物列表：1月 - 2月 - 3月 - 4月 - 5月 - 6月 - 7月 - 8月 - 9月 - 10月 - 11月 - 12月
2020年11月逝世人物列表，是用於匯總2020年11月期間逝世人物的列表。

## 依日期排序

### 30日
- 李满龙，57岁，中国萨克斯管演奏家，中国音乐学院教授。[1]
- 邹昌林，72岁，中国儒家思想学者，中国社会科学院世界宗教研究所研究员。[2]
- 鮑里斯·亞歷山德羅夫（俄语：Александров, Борис Юрьевич），73歲，俄羅斯企業家，Rostagrokompleks集團總裁，俄羅斯質量問題研究院、俄羅斯商業與創業研究院副院長。[3]
- 菲利普·卡塞格林（英语：Longchamp (company)），83歲，法國企業家，摺疊包設計者、Longchamp總裁，死於2019冠狀病毒病。[4]
- 鳥居一雄（日語：鳥居 一雄），83岁，日本政治人物，前众议院议员。[5]
- 吴增亮，95岁，中国政治人物，上海市政协原副主席。[6]
- 徐立春，95岁，中国政治人物，原中国航天科技集团有限公司第九研究院八二五厂党委副书记。[7]
- 伊琳娜·安东诺娃（俄語：Ирина Антонова），98岁，俄罗斯美术史专家，普希金造型艺术博物馆馆长（1961年－2013年），死于2019冠状病毒病并发症。[8]
- 米格尔·阿尔加林（英语：Miguel Algarín,），79岁，波多黎各作家，努伊里卡诗人咖啡馆（英语：Nuyorican Poets Cafe）的共同创始人。[9]

### 29日
- 帕帕·博巴·迪奥普（法語：Papa Bouba Diop），42岁，塞内加尔足球运动员。[10]
- 雷莫·塞納吉托（英语：Remo Sernagiotto），65歲，義大利政治人物，歐洲議會議員（2014年－2019年）。[11]
- 弗拉基米尔·福尔托夫（俄語：Владимир Фортов），74岁，俄罗斯物理学家，俄罗斯科学院院长（2013年－2017年），死于2019冠状病毒病。[12]
- 萨希布扎达·法鲁克·阿里，89岁，巴基斯坦政治人物，国民议会议长（1973年－1977年）。[13]
- 冯茂祥，86岁，中国军事人物，北京卫戍区正军职离休干部、原海军指挥学院副院长。[14]

### 28日
- 马轩祥，75岁，中国口腔修复医学专家，第四军医大学口腔医院原院长。[15]
- 哈基姆·巴拉维（阿拉伯語：حكم بلعاوي），82歲，巴勒斯坦政治人物，內政部長（2003年－2005年）。[16]
- 大衛·普羅斯（英語：David Prowse），85歲，英格蘭健美運動員和電影明星，病逝。[17][18]
- 黎汉云，87岁，中国水稻遗传育种专家，第八届、九届全国政协委员。[19]
- 金鼎汉，90岁，中国印度学家、翻译家，北京大学外国语学院教授。[20]
- 浦均，100岁，中国政治人物，原第六机械工业部副部长。[21]

### 27日
- 謝家華（英語：Tony Hsieh），46岁，华裔美国网络企业家与创业投资家，鞋類購物網站ZAPPOS共同創辦人，火災燒傷致死。[22]
- 穆赫辛·法赫里扎德（波斯語：محسن فخریزاده مهابادی），62岁，伊朗核物理学家，遭遇武装分子袭击伤重不治。[23]
- 千勝世（韓語：천승세），81岁，韩国小说家、剧作家。[24]
- 金展鹏，82歲，中国热力学专家，中南大学教授，中国科学院院士。[25]
- 一峰大二（日語：一峰 大二），84歲，日本漫畫作者，因腦出血和大葉性肺炎去世。[26]
- 熊切圭介（日語：熊切 圭介），86岁，日本摄影家，日本写真家协会前会长。[27]
- 陈玉，95岁，中国教育工作者，原华东石油学院教授。[28]

### 26日
- 达当·韋基亞圖，53岁，印尼政治人物，东爪哇省西杜文罗县县長，死于2019冠狀病毒病。[29]
- 呂曉棟，63歲，台灣音樂製作人，心臟病猝死。[30]
- 余合泉，67岁，中国政治人物，长沙市人大常委会原主任。[31]
- 薩迪克·馬赫迪（阿拉伯語：الصادق المهدي），84歲，蘇丹政治人物，前总理，死于2019冠狀病毒病。[32]
- 刘正维，89岁，中国民族音乐理论家、作曲家，武汉音乐学院教授。[33]
- 法克爾·尚德·科利（英语：F. C. Kohli），96歲，印度實業家，塔塔諮詢服務公司（英语：Tata Consultancy Services）創始人兼NASSCOM總裁。[34]
- 赵建贤，104岁，中国老红军，原四川省重庆化工设计室党委书记。[35]

### 25日
- ，60岁，阿根廷足球运动员和教练，1986年國際足協世界盃冠軍阿根廷國家隊隊員，心脏骤停去世。[36]
- 卡斯，原名翁顺玉，61岁，新加坡流行歌曲作词人、电视编剧。死於脑癌。[37]
- 阿列克谢·布里利切夫（俄語：Алексей Буриличев），62岁，俄罗斯海军中将，俄罗斯联邦英雄（1996年）。[38]
- 赵忠，68岁，中国政治人物，内蒙古自治区人大常委会原副主任。[39]
- 雅克·塞克雷坦（法語：Jacques Secrétin），71岁，法国前乒乓球运动员。[40]
- 乔杜里·艾哈迈德·穆赫塔尔，74岁，巴基斯坦政治人物，前国防部长（2008年－2012年）。[41]
- 赛义德·布哈贾（阿拉伯語：سعـيد بـوحجــة），82岁，阿尔及利亚政治人物，国民议会议长（2017年－2018年）。[42]
- 陈琦，85岁，中国心理学家，北京师范大学教授。[43]
- 陆育德，86岁，中国政治人物，原广西壮族自治区煤炭工业厅厅长。[44]
- 爵士，86岁，美国银行家，世界银行行长（1995年－2005年）。[45]
- 卡米拉·威克斯（英語：Camilla Wicks），92岁，美国小提琴演奏家，旧金山音乐学院教授。[46]
- 刘志田，92岁，中国人民解放军中将，空军原副司令员。[47]
- 王振美，95岁，中国社会工作者，全国道德模范。[48]
- 秦征，96岁，中国油画家，天津美术学院教授。[49]
- 陈坚伟，年齡不詳，中華人民共和國死刑犯，因贩卖毒品罪被判執行注射死刑。[50]

### 24日
- 汤韵旋，56岁，中国教育工作者，贵州财经大学教师。[51]
- 郑文昆，75岁，中国曲艺家，天津市非物质文化遗产王派快板传承人。[52]
- 胡利奥·塞萨尔·甘达里利亚·贝尔梅霍（西班牙語：Julio César Gandarilla Bermejo），77岁，古巴政治人物，内政部长（2017年起）。[53]
- 法西赫·布哈里，78岁，巴基斯坦政治人物，海军参谋长（1997年－1999年）。[54]
- 胡安·德迪奥斯·卡斯特罗·洛萨诺（西班牙語：Juan de Dios Castro Lozano），78岁，墨西哥政治人物，众议院议长（2003年－2004年），死于2019冠状病毒病。[55]
- 马马杜·坦贾（法語：Mamadou Tandja），82岁，尼日尔政治人物，总统（1999年－2010年）。[56]
- 李世基（韓語：이세기），83岁，韩国政治人物，国土统一院长官（1985年）。[57]
- 埃里克·加利莫夫（俄語：Эрик Галимов），84岁，俄罗斯地球化学家，俄罗斯科学院院士。[58]
- 弗雷德·萨萨喀慕斯（英語：Fred Sasakamoose），86岁，加拿大前职业冰球运动员，死于2019冠状病毒病。[59]
- 冯建章，88岁，中国心血管病专家，广东省人民医院终身主任。[60]
- 張良忠，年齡不詳，中華人民共和國死刑犯，因贩卖、运输毒品罪被判執行注射死刑。[50]

### 23日
- 阿内勒·恩孔卡（英語：Anele Ngcongca），33岁，南非足球运动员，死于车祸。[61]
- 陳逸松，57歲，台灣運動員，棒球選手，前兄弟象隊投手。[62]
- 小林泰三（日語：小林 泰三），58岁，日本小说家。[63]
- 维克托·济明（俄語：Виктор Зимин），58歲，俄羅斯政治人物，哈卡斯共和國政府主席（2009年－2018年），死於2019冠狀病毒病。[64]
- 马福海，72岁，中国政治人物，青海省人大常委会副主任（2008年－2011年）。[65]
- 西迪·乌尔德·谢赫·阿卜杜拉希（阿拉伯語：سيدي محمد ولد الشيخ عبد الله），82歲，茅利塔尼亞政治家，總統（2007年－2008年）。[66]
- 戴維·丁金斯（英語：David Norman Dinkins），93歲，美國政治人物，紐約市市長（1990年－1993年）。[67]
- 陈鸥，98岁，中国政治人物，原杭州市计划委员会副主任。[68]
- 杜宏鉴，105岁，中国政治人物，中共新疆维吾尔自治区党委组织部原副部长。[69]

### 22日
- 帕特里克·奎因（英语：Patrick Quinn (ALS activist)），37歲，美國網紅、漸凍人，冰桶挑戰共同發起人。[70]
- 李十月，60岁，中国流行病学专家，武汉大学教授。[71]
- 谷兆惠，65岁，中国萨克斯管演奏家，中国萨克斯学会原副主席。[72]
- 胡小唐，68岁，中国仪器和微米纳米技术专家，天津大学原副校长。[73]
- 盧光輝，79歲，香港前職業棒球運動員，教練及教育人物，前沙田基覺小學校長，創辦全香港首隊小學生組成的少年棒球隊「沙燕」隊並首度奪得「香港少棒聯盟公開賽」冠軍。電影《點五步》的主角原型。[74]
- 施性谋，83岁，中国政治人物，福建省人大常委会原副主任，福建省人民政府原副省长。[75]
- 许云，92岁，中国地球物理学家，中国地质大学（北京）教授。[76]
- 潘鹤，95岁，中国雕塑家，广州美术学院终身教授。[77]
- 曾文賓，98歲，台灣醫師，花蓮慈濟醫院榮譽院長，有「台灣烏腳病之父」之稱。[78]
- 刘奶奶，100岁，中国人，侵华日军慰安妇性暴力制度受害幸存者者。[79]

### 21日
- 杨寿长，78岁，中国政治人物，怒江傈僳族自治州人民政府原副州长。[80]
- 陈爱莲，80岁，中国舞蹈家，死於胃癌骨转移。[81]
- 阿爾文·福爾摩斯（英语：Alvin Holmes），81歲，美國政治人物，阿拉巴馬州眾議院議員（1974年－2018年）。[82]
- 王精忠，87岁，中国军旅作家。[83]
- 杨森，94岁，中国政治人物，最高人民检察院办公厅原副主任。[84]
- 云曙碧，97岁，中国政治人物，乌兰夫长女，内蒙古自治区红十字会原会长。[85]
- 赵昜，102岁，中国心电学专家，浙江医科大学教授。[86]
- 詹大南，105岁，中国人民解放军开国少将，原中国人民解放军28军军长、兰州军区副司令员、南京军区副司令员。[87]

### 20日
- 丽塔·萨尔基相，58歲，亞美尼亞社交名媛，第一夫人（2008年－2018年），死於2019冠狀病毒病。[88]
- 林荣光，68岁，马来西亚书画家。[89]
- 黃美美，71歲，香港教育工作者，前德貞女子中學校長，前中文中學聯會主席。[90]
- 宋耀生，77岁，中国教育工作者，华东师范大学第一附属中学原校长。[91]
- 战秋萍，79岁，中国政治人物，安徽省政协原副主席。[92]
- 矢口高雄（日語：矢口 高雄），81歲，日本漫畫家，代表作《天才小釣手》。[93]
- 张木钦，84岁，马来西亚华裔新闻工作者，《南洋商报》前总编辑。[94]
- 爱任纽，90岁，塞尔维亚东正教牧首（2010年至今），死于2019冠状病毒病。[95]

### 19日
- 曼維爾·格里戈里安（英语：Manvel Grigoryan），64歲，亞美尼亞軍事人物，國防部副部長（2000年－2008年）。[96]
- 刘茜，68岁，中国编辑，中国艺术研究院原常务副院长。[97]
- 孫德平，74歲，中華民國空軍退役少將。[98]
- 陈光静，80岁，中国道教人物，南雁三台道院道长。[99]
- 蔡天锡，82岁，中国化工专家，大连理工大学教授。[100]
- 刘凤荣，83岁，中国速度滑冰运动员，原黑龙江省体委副主任。[101]

### 18日
- 柯比·莫羅（英语：Kirby Morrow），47歲，加拿大演員和配音員。[102]
- 罗莎里奥·波尔图（西班牙語：Rosario Porto），50岁，西班牙律师，曾涉嫌谋杀自己的养女，自杀身亡。[103]
- 史蒂夫·特尼（英語：Steve Turney），59歲，美國影視行業高管，曾在多間影視公司工作，死于2019冠状病毒病。[104]
- 柯華葳，68歲，台灣女性教育學者，曾擔任國立中央大學學習與教學研究所教授、國家教育研究院院長。[105]
- 岡田裕介（日语：岡田裕介），71歲，日本企業家和電影製片人，東映董事長，主動脈剝離而死。[106]
- 乔治·卡特（英語：George Carter），76岁，美国职业篮球运动员。[107]
- 桑加拉，81岁，中国政治人物，原巴音郭楞军分区副司令员、巴音郭楞蒙古自治州体委主任。[108]
- 钱洪，82岁，中国历史学家，华东师范大学教授。[109]
- 奥马尔·加利卜（英语：Umar Ghalib），90歲，索馬利亞政治人物，總理（1991年－1993年）、外交部長（1969年－1976年）。[110]
- 任湘，94岁，中国地质学家，中国地质学会原副会长。[111]
- 韩裕恒，95岁，中国政治人物，白城市人大常委会原副主任。[112]
- 杨思禄，103岁，中国人民解放军空军少将，原福州军区空军司令员、解放军空军原顾问。[113]
- 莊世和，98歲，台灣首位抽象繪畫藝術家。[114]

### 17日
- 樊尚·雷费（法語：Vincent Reffet），37歲，法國特技表演者，2015年曾穿著噴射裝備與A380客機共飛，訓練時意外身亡。[115]
- 唐峰正，55歲，台灣慈善家，自由空間教育基金會董事長，死於腦溢血。[116]
- 楊石城，58歲，台灣政治人物，基隆市議會議員，死於胰臟癌。[117]
- 陳信孚，60歲，台灣醫師、國立台灣大學醫學院基因體暨蛋白體醫學研究所教授兼所長，死於大腸癌[118][119]。
- 鄭少峰，76歲，台灣導演，曾執導《神機妙算劉伯溫》、《土地公傳奇》、《濟公》等數十部電視劇，急性腦梗塞病逝。[120]
- 罗曼·维克秋克（俄語：Роман Виктюк），84岁，俄罗斯戏剧导演，死于2019冠状病毒病。[121]
- 崔满麟（韓語：최만린），85岁，韩国抽象雕塑家，首尔大学教授。[122]
- 范生祥，90岁，中国政治人物，中共巴音郭楞蒙古自治州党委原纪委书记。[123]
- 冈野荣太郎（日語：岡野 栄太郎），90岁，日本前短跑运动员。[124]
- 廖清江，96岁，中国药物化学家，中国药科大学教授。[125]
- 崔乐春，100岁，中国政治人物，中国建筑科学研究院原副院长。[126]

### 16日
- 班·沃金斯（英語：Ben Watkins），14歲，美國少年廚師，2018年曾參加《小小廚神》比賽，因血管瘤樣纖維組織細胞瘤（Angiomatoid fibrous histiocytoma）病逝。[127]
- 陶春，49岁，中国诗人，《存在》诗刊核心创办人。[128]
- 哈斯布拉·奥斯曼，63岁，马来西亚政治人物，宜力国会下议院议员（2013－2020）。[129]
- 李端，68岁，中国系统工程专家，香港中文大学教授。[130]
- 瓦利德·穆阿利姆（阿拉伯語：وليد المعلم），79岁，叙利亚外交官，外交部长（2006年起）。[131]
- 苏凤娟，90岁，中国歌唱家，中央歌剧院演员。[132]
- 金靖中，94岁，中国新闻工作者，新华日报社原社长。[133]
- 亨利·羅曼·古爾比諾維茨（波蘭語：Henryk Roman Gulbinowicz），97岁，波兰天主教司铎级枢机，弗罗茨瓦夫总教区荣休总主教。[134]

### 15日
- よのひかり（日语：よのひかり），46歲，日本女性聲優，曾配音《美少女戰士》反派「卡歐莉娜」（Kaorinite）。[135]
- 雷·基文斯（英語：Ray Clemence），72歲，英格蘭職業足球運動員及領隊。[136]
- 傅治同，84岁，中国文史学者，邵阳学院教授。[137]
- 索米特拉·柯特吉（英语：Soumitra Chatterjee），85歲，印度演員，死於因2019冠状病毒病引起的腦病。[138]
- 洛夫·愛德華·貝拉-奇里沃加（西班牙語：Raúl Eduardo Vela Chiriboga），86岁，厄瓜多尔天主教司铎级枢机，基多总教区荣休总主教。[139]
- 孟繁华，88岁，中国水力机械专家，哈尔滨工业大学教授。[140]
- 理查德·科索拉波夫（俄語：Ричард Косолапов），90岁，俄罗斯哲学家，莫斯科国立大学哲学系教授。[141]
- 魯道夫·基彭哈恩（德語：Rudolf Kippenhahn），94岁，德国天文学家。[142]
- 史怀聚，95岁，中国企业人物，汕头大洋（集团）公司原党委书记。[143]

### 14日
- 杨向玲，77岁，中国政治人物，武汉市人大常委会副主任（2001年－2005年）。[144]
- 哈桑·穆拉托维奇，80岁，波斯尼亚和黑塞哥维那政治人物，前总理（1996年－1997年），死于2019冠状病毒病。[145]
- 阿尔缅·吉加尔哈尼扬，85岁，亚美尼亚-俄罗斯演员，苏联人民艺术家（1985年）。[146]
- 迪斯·奧康納（英語：Des O'Connor），88歲，英國喜劇演員，歌手，電視節目主持人。[147][148][149]
- 黄敦润，94岁，中国教育家，北京大学教育学院副教授。[150]
- 王亚民，97岁，中国政治人物，原中国民用航空局副局长。[151]
- 王继平，98岁，中国政治人物，中共山西省委组织部原副部长。[152]
- 易思忛，19歲，中國人，精神三級殘疾殘疾證持證人，涉嫌盜竊罪被刑事拘留後死亡，死因為呼吸心跳驟停[153]。

### 13日
- 窪寺昭（日語：窪寺 昭），43歲，日本演員，自殺身亡。[154]
- 特里·杜伊劳德（英語：Terry Duerod），64岁，美国职业篮球运动员。[155]
- 张声，71岁，中国化工专家，中国化工装备协会名誉理事长。[156]
- 彼得·薩特克利夫（英語：Peter Sutcliffe），74岁，英国连环杀手，死于2019冠状病毒病。[157]
- 李兴干，90岁，中国水产养殖专家，武汉市农业科学院学术委员会原主任。[158]
- 羅伯特·拜倫·柏德（英語：Robert Byron Bird），96岁，美国工程师，美国国家科学奖章获得者（1987年）。[159]
- 周家鼎，98岁，中国人民解放军中将，周恩来军事秘书。[160]

### 12日
- 卡内别克·伊萨科夫，51岁，吉尔吉斯斯坦政治人物，教育科学部长（2019年－2020年）、奥什国立大学校长（2011年－2019年），死于2019冠状病毒病。[161]
- 曾伟权，59歲，香港电视艺人，死于肺癌。[162][163][164]
- 郑晓光，61岁，中国音乐教育家，绵阳师范学院音乐与表演艺术学院教授。[165]
- 尹新天，70岁，中国政治人物，国家知识产权局原法条司司长、新闻发言人。[166]
- 傑瑞·羅林斯（英語：Jerry Rawlings），73岁，加纳政治人物，前总统，死于2019冠状病毒病。[167]
- 马克·蒙沙尔（法語：Marc Monchal），85岁，法国军事人物，陆军参谋长（1991年－1996年）。[168]
- 列昂尼德·波塔波夫（俄語：Леонид Потапов），85岁，俄罗斯政治人物，布里亚特共和国总统（1994年－2007年），死于2019冠状病毒病。[169]
- 第四代坂田藤十郎（日语：坂田藤十郎 (4代目)），88歲，日本歌舞伎演員。[170]
- 左少兴，90岁，中国语言学家，北京大学外国语学院俄罗斯语言文学系教授。[171]
- 王一镗，91岁，中国急诊医学专家，南京医学科大学第一附属医院终身教授。[172]
- 小柴昌俊（日語：小柴 昌俊），94岁，日本科學家，諾貝爾物理學獎得主（2002年），全球第一位捕獲到超新星爆炸産生的中微子的科學家。[173]
- 许志方，95岁，中国水利专家，武汉水利电力学院院长（1983年－1987年）。[174]
- 康志荣，96岁，中国政治人物，原浙江省机械工业厅副厅长。[175]
- 杨德中，97歲，中国军事人物，中共中央办公厅警卫局局长（1978年－1994年）、中央警卫师师长。[176]
- 魏学龙，缅甸军事人物，佤邦联合党原中央委员会委员、171军区司令员，前国民党党员和泰缅孤军成员。

### 11日
- 根纳季·图尔莫夫（俄語：Геннадий Турмов），79岁，俄罗斯船舶工程师，远东国立技术大学校长（1992年－2007年）。[177]
- 韩湘君，81岁，中国妇科医学专家。[178]
- 哈利法·本·薩勒曼·阿勒哈利法（阿拉伯語：خليفة بن سلمان آل خليفة），84歲，巴林王國政治人物，首相（1970年起）。[179]
- 玛丽-克劳德·韦萨德（法語：Marie-Claude Vayssade），84岁，法国政治人物，欧洲议会议员（1979年－1994年）。[180]
- 根纳季·赫瓦托夫（俄語：Геннадий Хватов），86岁，苏联军事人物，太平洋舰队司令（1986年－1993年）。[181]
- 关山，86岁，中国演播艺术家，天津人民广播电台播音员。[182]

### 10日
- 潘继东，53岁，罗马尼亚华人侨领，罗马尼亚浙江瑞安同乡会终生名誉会长，死于2019冠状病毒病。[183]
- 程关生，60岁，中国人民解放军少将，原上海警备区副政委兼纪委书记。[184]
- 曹光群，60岁，中国化妆品专家，江南大学化学与材料工程学院原院长。[185]
- 赛义卜·埃雷卡特（阿拉伯語：صائب عريقات），65岁，巴勒斯坦政治人物，巴勒斯坦解放组织执行委员会秘书长（2015年起）。[186]
- 阿马杜·图马尼·杜尔（法語：Amadou Toumani Touré），72岁，马里政治人物，前总统。[187]
- 李朝富，85岁，中国政治人物，原重庆市北碚区人大常委会主任。[188]
- 湯姆·海因索恩（英語：Thomas Heinsohn），86歲，美國前職業籃球運動員和教練。[189]
- 左维，96岁，中国政治人物，湘潭大学校长（1981年－1984年）。[190]

### 9日
- 达里诺，26岁，印度尼西亚足球运动员。[191]
- 方敏，57岁，中国企业家，安徽方氏医药集团创始人、董事长。[192]
- 严文儒，69岁，中国古典文献学学者，华东师范大学古籍研究所原党总支书记、副研究员。[193]
- 狄巨宽，74岁，中国摄影家，秦皇岛市摄影家协会原主席。[194]
- 布鲁诺·巴贝（法語：Bruno Barbey），79岁，摩洛哥裔法国摄影家。[195]
- 坪井一宇（日語：坪井 一宇），81岁，日本政治人物，前参议院议员。[196]
- 杨国璋，82岁，柬埔寨华人侨领，柬华理事总会最高名誉顾问。[197]
- 佐藤敬夫（日語：佐藤 敬夫），85岁，日本政治人物，前众议院议员（1986年－2003年）。[198]
- 盛森芝，87岁，中国流动测量技术专家，北京大学工学院教授级高级工程师。[199]
- 苏贤，89岁，中国音乐理论家、作曲家，中央音乐学院作曲系复调教研室原主任。[200]
- 王威，90岁，中国版画家，河南大学美术系教授，河南省美术家协会名誉主席。[201]
- 劳伦斯·洛杉（英語：Lawrence LeShan），100岁，美国心理学家。[202]
- 李文光，80岁，中国军事人物，北京卫戍区正军职退休干部、原海军实验基地司令员。[203]

### 8日
- 金景一，67岁，中国朝鲜语言文化学者，北京大学外国语学院教授。[204]
- 亞力克斯·崔貝克（英语：Alex Trebek），80歲，加裔美籍電視節目主持人，從1984年至2020年主持電視智力競賽節目《危險邊緣》（Jeopardy!）。[205]
- 李贵金，84岁，中国机械制造工艺专家，哈尔滨工业大学机电工程学院教授。[206]
- 孙本友，85岁，中国军事人物，原守备八师政治委员。[207]
- 孙叙度，85岁，中国车工技师，全国劳动模范（1979年）。[208]
- 杨洲发，87岁，中国政治人物，潮州市政协原主席。[209]
- 陈美光，88岁，新加坡歌手、电视演员，死於腦溢血。[210]
- 朱长俭，89岁，中国政治人物，原滁县地区政法委书记。[211]
- 易元钊，91岁，中国政治人物，原重庆市建设委员会副主任。[212]
- 卫国民，102岁，中国老红军，扎兰屯丝绸厂原厂长。[213]

### 7日
- 王燕美，65歲，台灣政治人物，花蓮縣議會無黨籍縣議員。[214]
- 赵文欣，85岁，中国政治人物，原四川省农村工作委员会主任，第八届全国人大代表。[215]
- 劉炯朗，86歲，台灣電腦科學學者，電子設計自動化專家，國立清華大學前校長，中央研究院第23屆院士。[216]
- 皮埃尔·拉塔亚德（法語：Pierre Lataillade），87岁，法国政治人物，国民议会议员（1978年－1981年）。[217]
- 叶云程，91岁，中国政治人物，原重庆市九龙坡区政协副主席。[218]
- 王松美，91岁，中国政治人物，原四川省重庆市人事局代理局长、党组书记。[219]
- 侯锋，92岁，中国黄瓜抗病育种专家，天津市农业科学院研究员，中国工程院院士。[220]
- 杨振铎，94岁，中国武术家，杨氏太极拳第四代嫡传人。[221]
- 乔月楼，99岁，中国河南坠子表演艺术家，乔派河南坠子第二代传人。[222]

### 6日
- 张中能，57岁，中国企业家，东阳光集团创始人。[223]
- 吉姆·马鲁雷（英語：Jim Marurai），73岁，库克群岛政治人物，前总理（2004年－2010年）。（讣告公开日期）[224]
- King Von，26歲，本名戴馮·達奎恩·班尼特（Dayvon Daquan Bennett），美国饶舌歌手和鑽頭音樂家（英语：Drill music），出生于芝加哥，前Only the Family（英语：Only the Family）成員，所屬唱片公司帝國唱片發行商（英语：Empire Distribution）和團體Only the Family（英语：Only the Family）的廠牌，枪击身亡。[225]
- 赵健航，76岁，美国华人侨领，芝加哥华联会荣誉主席。[226][227]
- 查懋聲，77歲，香港商人，香港興業主席，死於胰臟癌。[228][229]
- 张虹生，81岁，中国政治人物，张闻天之子。[230][231]
- 费尔南多·索拉纳斯（西班牙語：Fernando Solanas），84岁，阿根廷电影导演、编剧，死于2019冠状病毒病。[232]
- 米哈伊爾·日瓦涅茨基（俄語：Михаил Жванецкий），86岁，俄罗斯讽刺作家。[233]
- 澳安，87岁，柬埔寨政治人物，红色高棉时期干部，反人类罪定罪者。[234]
- 刘兆弼，89岁，中国兽医学者，中国农业科学院兰州兽医研究所研究员。[235]
- 周鏡球，99歲，旅居加拿大溫哥華華裔老兵，曾在比利時、德國、荷蘭作戰。[236]

### 5日
- 小济南，36岁，本名王斌，中国电视节目主持人、曲艺演员，相声大师侯耀文之再传弟子。[237]
- 劉素芳，61岁，香港電視藝人。[238]
- 邱碧珠，61歲，臺灣政治人物，臺北市南港區西新里里長。[239][240]
- 杨家升，70岁，中国政治人物，原武汉市人民检察院反贪局政治委员。[241]
- 李仲廉，85岁，中国麻醉学家，天津中医药大学第一附属医院主任医师、教授。[242]
- 华劭，90岁，中国俄语教育家，黑龙江大学教授。[243]
- 李汾，93岁，中国信息处理专家，哈尔滨工业大学计算机科学与技术学院教授。[244]
- 欧阳中石，93岁，中国书法家、教育家，首都师范大学教授。[245]

### 4日
- 俞世芬，49岁，中国当代文学学者，杭州师范大学人文学院副教授。[246]
- 张明库，52岁，中国政治人物，焦作市人民政府秘书长（2019年起）。[247]
- 张益弟，57岁，中国政治人物，中共上海市松江区委政法委书记。[248]
- 馬里亞諾·弗朗西斯科·塞恩斯·門多薩（英语：Mariano Francisco Saynez Mendoza），78歲，墨西哥海軍上將，海軍部長（2006年－2012年）。[249]
- 周辉春，81岁，中国政治人物，中共黑龙江省委办公厅原主任。[250]
- 黎兴江，88岁，中国植物学家，中国科学院昆明植物研究所研究员。[251]
- 李煌果，89岁，中国政治人物，北京联合大学原校长。[252]
- 张万和，96岁，中国人民解放军上校，原铁道兵第一师政治委员。[253]

### 3日
- 徐显伏，74岁，中国政治人物，浙江省舟山市政协原主席。[254]
- 李先猷，77岁，中国政治人物，云南省政协原副主席。[255]
- 亨利·布林德（英语：Henry Brind），93歲，英國外交官，駐索馬利亞大使（1977年－1980年）、駐馬拉威高級專員（1983年－1987年）。[256]
- 曾广昌，105岁，中国老红军，原济南军区第六野战医院副院长。[257]

### 2日
- 朴智宣（韓語：박지선），35歲，韓國喜劇演員。自殺。[258][259][260]
- 李晓峰，41岁，中国学者，北京理工大学机电学院副研究员。[261]
- 杨文仁，79岁，中国画家，山东美术家协会原副主席。[262]
- 郭济，89岁，中国政治人物，曾任中共洛川县委书记、中共延安地委宣传部部长。[263]
- 艾哈迈德·拉腊基（阿拉伯語：أحمد العراقي），89岁，摩洛哥政治人物，前首相（1969年－1971年）。[264]
- 陳德舉，94歲，中華民國留越國軍，最後逝世的滯留越南富國島之富臺部隊官兵。[265]
- 黄致甲，99岁，中国政治人物，杭州市政协原副主席。[266]
- 田东汉，102岁，中国政治人物，原沈阳市城建局局长。[267]

### 1日
- 艾迪·哈塞爾（英語：Eddie Hassell），30歲，美國演員，曾出演電影（2010年），遭槍擊身亡。[268]
- 張毅，68歲，臺灣電影導演、作家、琉璃藝術家，代表作《光陰的故事》（第四段）、《玉卿嫂》、《我這樣過了一生》[269]，病逝。[270]
- 尼古拉·马克休塔（俄語：Николай Максюта），73歲，俄羅斯政治人物，伏爾加格勒州州長（1997年－2010年），死於2019冠狀病毒病。[271]
- 杨才玉，77岁，中国收藏家，陕西省收藏家协会名誉会长，陕西省文史研究馆原馆长。[272]
- 郭豫适，86岁，中国红学家，华东师范大学原副校长。[273]
- 包瀛福，87岁，中国足球运动员、教练员。[274]
- 韩文娟，88岁，中国历史学家，北京师范大学历史学院副教授。[275]
- 刘连科，90岁，中国政治人物，原天津市水利局副局长。[276]
- 佩德罗·伊图拉尔德（西班牙語：Pedro Iturralde），91岁，西班牙萨克斯管演奏家，马德里皇家音乐学院教授。[277]
- 唐如浴，93岁，中国政治人物，原江苏省京杭运河续建工程指挥部党组书记。[278]